# 一羽萌瑠
一羽 萌瑠（いちはね める、6月25日 - ）は、元宝塚歌劇団月組男役。
東京都港区、区立赤坂中学出身。身長167cm。愛称は「あなん」、「める」。

## 来歴
2016年4月、宝塚音楽学校入学。
音楽学校卒業時、声楽クラシック部門で優秀賞を受賞。
2018年4月、宝塚歌劇団に104期生として入団。入団時の成績は25番。星組宝塚大劇場公演『ANOTHER WORLD／Killer Rouge』で初舞台。
2021年10月18日、『LOVE AND ALL THAT JAZZ…ベルリンの冬、モントリオールの春…』千秋楽をもって、宝塚歌劇団を退団。

## 主な舞台

### 初舞台公演
- 2018年4月～6月、 『ANOTHER WORLD／Killer Rouge』（宝塚大劇場のみ）

### 月組配属後
- 2018年8月〜11月、『エリザベート -愛と死の輪舞-』
- 2018年12月、『タカラヅカスペシャル2018〝Sey! Hey! Show up!!〟
- 2019年1月、『Anna Karenina（アンナ・カレーニナ）』（バウホール）
- 2019年3月〜6月、『夢現無双 -吉川英治原作「宮本武蔵」より-／クルンテープ　天使の都』新人公演：三十郎（本役：音風せいや）
- 2019年10月〜12月、『I AM FROM AUSTRIA -故郷は甘き調べ-』新人公演：フーゴ（本役：佳城葵）
- 2020年2月〜3月、『赤と黒 -原作　スタンダール-』（御園座）貴族男
- 2020年9月～2021年1月、『WELCOME TO TAKARAZUKA -雪と月と花と-／ピガール狂騒曲 〜シェイクスピア原作「十二夜」より〜』
- 2021年3月、『幽霊刑事（デカ）～サヨナラする、その前に～』（宝塚バウホール）
- 2021年5月～8月、『桜嵐記／Dream Chaser』新人公演：伊四之介（本役：蘭尚樹）
- 2021年10月、『LOVE AND ALL THAT JAZZ…ベルリンの冬、モントリオールの春…』（宝塚バウホール）ピエール　退団公演